# 17.ª etapa do Giro d'Italia de 2019
A 17.ª etapa do Giro d'Italia de 2019 teve lugar a 29 de maio de 2019 entre Commezzadura e Rasun Anterselva sobre um percurso de 181 km e foi vencida em solitário pelo ciclista francês Nans Peters da equipa AG2R La Mondiale. O ciclista equatoriano Richard Carapaz da equipa Movistar conservou a Maglia Rosa.

## Classificação da etapa
| \| Classificação por etapas \| Classificação por etapas \| Classificação por etapas \| Classificação por etapas \| Classificação por etapas \| \| Ciclista \| Ciclista \| Equipe \| Tempo \| \| \| ------------------------ \| ------------------------ \| --------------------------- \| ------------------------ \| ------------------------ \| \| 1. \| Nans Peters \| AG2R La Mondiale \| 4h41m34s \| \| \| 2. \| Esteban Chaves \| Mitchelton-Scott \| + 1m34s \| \| \| 3. \| Davide Formolo \| Bora-Hansgrohe \| + 1m51s \| \| \| 4. \| Fausto Masnada \| Androni Giocattoli-Sidermec \| + 1m51s \| \| \| 5. \| Krists Neilands \| Israel Cycling Academy \| + 1m51s \| \| \| 6. \| Tanel Kangert \| EF Education First \| + 2m02s \| \| \| 7. \| Valerio Conti \| UAE Team Emirates \| + 2m08s \| \| \| 8. \| Gianluca Brambilla \| Trek-Segafredo \| + 2m08s \| \| \| 9. \| Chris Hamilton \| Team Sunweb \| + 2m22s \| \| \| 10. \| Andrea Vendrame \| Androni Giocattoli-Sidermec \| + 2m34s \| \| |                    |                             |          |
| |                    |                             |          |
| Fonte: ProCyclingStats |                    |                             |          |
| Classificação por etapas |                    |                             |          |
| Ciclista | Ciclista           | Equipe                      | Tempo    |
| 1. | Nans Peters        | AG2R La Mondiale            | 4h41m34s |
| 2. | Esteban Chaves     | Mitchelton-Scott            | + 1m34s  |
| 3. | Davide Formolo     | Bora-Hansgrohe              | + 1m51s  |
| 4. | Fausto Masnada     | Androni Giocattoli-Sidermec | + 1m51s  |
| 5. | Krists Neilands    | Israel Cycling Academy      | + 1m51s  |
| 6. | Tanel Kangert      | EF Education First          | + 2m02s  |
| 7. | Valerio Conti      | UAE Team Emirates           | + 2m08s  |
| 8. | Gianluca Brambilla | Trek-Segafredo              | + 2m08s  |
| 9. | Chris Hamilton     | Team Sunweb                 | + 2m22s  |
| 10. | Andrea Vendrame    | Androni Giocattoli-Sidermec | + 2m34s  |

## Classificações ao final da etapa

### Classificação geral(Maglia Rosa)
| \| Classificação geral \| Classificação geral \| Classificação geral \| Classificação geral \| Classificação geral \| \| Ciclista \| Ciclista \| Equipe \| Tempo \| \| \| ------------------- \| ------------------- \| ------------------- \| ------------------- \| ------------------- \| \| 1. \| Richard Carapaz \| Movistar Team \| 74h48m18s \| \| \| 2. \| Vincenzo Nibali \| Bahrain-Merida \| + 1m54s \| \| \| 3. \| Primož Roglič \| Team Jumbo-Visma \| + 2m16s \| \| \| 4. \| Mikel Landa \| Movistar Team \| + 3m03s \| \| \| 5. \| Bauke Mollema \| Trek-Segafredo \| + 5m07s \| \| \| 6. \| Miguel Ángel López \| Astana \| + 6m17s \| \| \| 7. \| Rafał Majka \| Bora-Hansgrohe \| + 6m48s \| \| \| 8. \| Simon Yates \| Mitchelton-Scott \| + 7m13s \| \| \| 9. \| Pavel Sivakov \| Team Ineos \| + 8m21s \| \| \| 10. \| Davide Formolo \| Bora-Hansgrohe \| + 8m59s \| \| |                    |                  |           |
| |                    |                  |           |
| Fonte: ProCyclingStats |                    |                  |           |
| Classificação geral |                    |                  |           |
| Ciclista | Ciclista           | Equipe           | Tempo     |
| 1. | Richard Carapaz    | Movistar Team    | 74h48m18s |
| 2. | Vincenzo Nibali    | Bahrain-Merida   | + 1m54s   |
| 3. | Primož Roglič      | Team Jumbo-Visma | + 2m16s   |
| 4. | Mikel Landa        | Movistar Team    | + 3m03s   |
| 5. | Bauke Mollema      | Trek-Segafredo   | + 5m07s   |
| 6. | Miguel Ángel López | Astana           | + 6m17s   |
| 7. | Rafał Majka        | Bora-Hansgrohe   | + 6m48s   |
| 8. | Simon Yates        | Mitchelton-Scott | + 7m13s   |
| 9. | Pavel Sivakov      | Team Ineos       | + 8m21s   |
| 10. | Davide Formolo     | Bora-Hansgrohe   | + 8m59s   |

### Classificação por pontos(Maglia Ciclamino)
| Classificação por pontos | Classificação por pontos | Classificação por pontos    | Classificação por pontos | Classificação por pontos |
| Ciclista                 | Ciclista                 | Equipe                      | Pontos                   |                          |
| ------------------------ | ------------------------ | --------------------------- | ------------------------ | ------------------------ |
| 1.                       | Arnaud Démare            | Groupama-FDJ                | 200 pts                  |                          |
| 2.                       | Pascal Ackermann         | Bora-Hansgrohe              | 187 pts                  |                          |
| 3.                       | Richard Carapaz          | Movistar Team               | 83 pts                   |                          |
| 4.                       | Fausto Masnada           | Androni Giocattoli-Sidermec | 81 pts                   |                          |
| 5.                       | Davide Cimolai           | Israel Cycling Academy      | 50 pts                   |                          |
| 6.                       | Primož Roglič            | Team Jumbo-Visma            | 49 pts                   |                          |
| 7.                       | Damiano Cima             | Nippo-Vini Fantini-Faizanè  | 46 pts                   |                          |
| 8.                       | José Joaquín Rojas       | Movistar Team               | 44 pts                   |                          |
| 9.                       | Mattia Cattaneo          | Androni Giocattoli-Sidermec | 44 pts                   |                          |
| 10.                      | Simon Yates              | Mitchelton-Scott            | 44 pts                   |                          |

### Classificação da montanha(Maglia Azzurra)
| Classificação da montanha | Classificação da montanha | Classificação da montanha   | Classificação da montanha | Classificação da montanha |
| Ciclista                  | Ciclista                  | Equipe                      | Pontos                    |                           |
| ------------------------- | ------------------------- | --------------------------- | ------------------------- | ------------------------- |
| 1.                        | Giulio Ciccone            | Trek-Segafredo              | 229 pts                   |                           |
| 2.                        | Richard Carapaz           | Movistar Team               | 66 pts                    |                           |
| 3.                        | Fausto Masnada            | Androni Giocattoli-Sidermec | 57 pts                    |                           |
| 4.                        | Mattia Cattaneo           | Androni Giocattoli-Sidermec | 53 pts                    |                           |
| 5.                        | Damiano Caruso            | Bahrain-Merida              | 48 pts                    |                           |
| 6.                        | Ilnur Zakarin             | Katusha-Alpecin             | 42 pts                    |                           |
| 7.                        | Gianluca Brambilla        | Trek-Segafredo              | 40 pts                    |                           |
| 8.                        | Dario Cataldo             | Astana                      | 39 pts                    |                           |
| 9.                        | Mikel Nieve               | Mitchelton-Scott            | 37 pts                    |                           |
| 10.                       | Primož Roglič             | Team Jumbo-Visma            | 30 pts                    |                           |

### Classificação dos jovens(Maglia Bianca)
| Classificação dos jovens | Classificação dos jovens | Classificação dos jovens | Classificação dos jovens | Classificação dos jovens |
| Ciclista                 | Ciclista                 | Equipe                   | Tempo                    |                          |
| ------------------------ | ------------------------ | ------------------------ | ------------------------ | ------------------------ |
| 1.                       | Miguel Ángel López       | Astana                   | 74h54m35s                |                          |
| 2.                       | Pavel Sivakov            | Team Ineos               | + 2m04s                  |                          |
| 3.                       | Hugh Carthy              | EF Education First       | + 8m25s                  |                          |
| 4.                       | Valentin Madouas         | Groupama-FDJ             | + 13m28s                 |                          |
| 5.                       | Giulio Ciccone           | Trek-Segafredo           | + 19m00s                 |                          |
| 6.                       | Edward Dunbar            | Team Ineos               | + 31m03s                 |                          |
| 7.                       | Ben O'Connor             | Dimension Data           | + 50m35s                 |                          |
| 8.                       | Lucas Hamilton           | Mitchelton-Scott         | + 56m33s                 |                          |
| 9.                       | Chris Hamilton           | Team Sunweb              | + 1m02s                  |                          |
| 10.                      | Iván Ramiro Sosa         | Team Ineos               | + 1m07s                  |                          |

### Classificação por equipas"Super Team"
| Classificação por equipes | Classificação por equipes   | Classificação por equipes | Classificação por equipes |
| Equipe                    | Equipe                      | Tempo                     |                           |
| ------------------------- | --------------------------- | ------------------------- | ------------------------- |
| 1.                        | Movistar Team               | 224h50m05s                |                           |
| 2.                        | Bahrain-Merida              | + 27m01s                  |                           |
| 3.                        | Astana                      | + 28m04s                  |                           |
| 4.                        | EF Education First          | + 31m47s                  |                           |
| 5.                        | Ineos                       | + 35m20s                  |                           |
| 6.                        | Mitchelton-Scott            | + 49m46s                  |                           |
| 7.                        | Trek-Segafredo              | + 1h14m57s                |                           |
| 8.                        | Bora-hansgrohe              | + 1h15m17s                |                           |
| 9.                        | Androni Giocattoli-Sidermec | + 1h15m17s                |                           |
| 10.                       | UAE Team Emirates           | + 1h34m46s                |                           |

## Abandonos
- Viacheslav Kuznetsov, abandonou durante a etapa.